# Чеглоков, Нил Александрович
Нил Александрович Чеглоков (ум. после 1830) — русский морской офицер, капитан 1-го ранга.

## Биография
12 марта 1800 поступил в Морской корпус. Гардемарин (2.07.1802). В 1802—1804 в плаваниях по Балтийскому морю. Мичман (6.04.1805). За успехи в науках награждён секстаном. На линейном корабле «Гавриил» участвовал в кампании на Кронштадтском рейде.
Участвовал во Второй Архипелагской экспедиции. В 1806 году на линейном корабле «Сильный» совершил переход из Кронштадта на Корфу, действовал в Адриатическом море, участвовал во взятии Тенедоса, в Дарданелльском и Афонском сражениях. В 1808 году, после сдачи эскадры Сенявина англичанам на Лиссабонском рейде, отправлен в Портсмут. В следующем году доставлен на английском транспорте в Ригу.
В 1810 году на канонерских лодках был в кампании на Кронштадском рейде. Лейтенант (1.02.1811). На катере «Ястреб» ходил по Балтийскому морю. В 1812 году с отрядом канонерок перешёл из Петербурга через Свеаборг в Ригу, и, действуя на реке Аа, участвовал во взятии Митавы. В следующем году на шлюпе «Лизетта» перешёл из Свеаборга через Ригу для осады Данцига; участвовал в трёхдневном сражении за Вейксельмюнде, после чего вернулся в Кронштадт. Был награждён прусской золотой медалью. В 1814 году на брандвахтенном фрегате «Эммануил» был в кампании на Кронштадтском рейде. В 1815 году на фрегате «Аргус» перешёл из Роттердама в Кронштадт. В следующем году на бриге «Феникс» ходил из Кронштадта в Стокгольм.
В 1818—1819 годах ходил по Финскому заливу на бриге «Олимп» и линейном корабле «Берлин». В 1820—1821 годах, командуя бригом «Ида», ходил с морским министром маркизом де Траверсе по портам Финского залива. Капитан-лейтенант (28.05.1821). За 18 морских кампаний награждён орденом Святого Георгия 4-го класса (6.06.1821). В 1822 году крейсировал на бриге «Ида» в Балтийском море.
Командовал корветом «Гремящий». В начале Третьей Архипелагской экспедиции привёл судно в Портсмут, где в начале августа 1827 передал командование капитан-лейтенанту А. Н. Колюбакину и на линейном корабле «Святой Андрей» вернулся в Кронштадт. В 1828 году командовал фрегатом «Меркуриус». 1 января 1829 произведён в капитаны 2-го ранга, 31 декабря 1830 уволен от службы с чином капитана 1-го ранга.